# 927 Ratisbona
927 Ratisbona, asteroid vanjskog glavnog pojasa. Otkrio ga je Max Wolf, 16. veljače 1920.

## Vanjske poveznice
- Minor Planet Center